# محسن یاجور
محسن یاجور (انگلیسی: Mouhcine Iajour؛ زادهٔ ۱۴ ژوئن ۱۹۸۵) بازیکن فوتبال اهل مراکش است.
از باشگاه‌هایی که در آن بازی کرده‌است می‌توان به باشگاه فوتبال الوداد کازابلانکا، باشگاه ورزشی القطر، باشگاه فوتبال رویال شارلوا، باشگاه ورزشی الخور، باشگاه فوتبال مغرب تطوان، باشگاه ورزشی الاهلی قطر، و باشگاه فوتبال الرجا اشاره کرد.
وی همچنین در تیم ملی فوتبال مراکش بازی کرده‌است.